# Nagy Töhötöm
Nagy Töhötöm Sándor (Bozitópuszta, 1908. június 23. – Budapest, 1979. február 21.) jezsuita szerzetes, szervező, szabadkőműves, közíró.

## Gyermekkora és tanulmányai
Nagy Töhötöm Sándor 1908-ban a bánsági (akkoriban Torontál vármegyei) Magyarcsernye községhez tartozó Bozitópusztán született, Nagy Vilmos MÁV-alkalmazott és Varga Margit gyermekeként, gyökereit tekintve székely eredetű családba. Gyermekkorát az erdélyi Déva közelében fekvő Piskiben töltötte. Középiskolai tanulmányait Gyulafehérváron kezdte meg a katolikus Főgimnáziumban, majd a trianoni határváltozások, Erdély elcsatolása miatt a kisújszállási református gimnáziumban fejezte be.
Az érettségi vizsgát követően, 1926-ban a Pázmány Péter Tudományegyetemen történelem-földrajz szakos tanulmányokat kezdett, de hamarosan kérte felvételét a jezsuita rendbe. A noviciátus két esztendejét a rend érdi házában töltötte. 1928-tól három évig a rend szegedi bölcsészeti főiskoláján tanult filozófiát. 1931-től, a jezsuita képzési gyakorlatnak megfelelően három évig nevelő tanárkodott Kalocsán, a Szent István Kollégiumban. Ezután teológiai tanulmányokat folytatott, 1935-ben az Innsbrucki Egyetem hittudományi karán, majd később Szegeden. Közben, 1937-ben szentelték pappá.

## Tevékenysége Magyarországon
Rendtársa, Kerkai Jenő, hamarosan munkatársnak hívta az 1935-ben elindított, a parasztifjúság képzését és keresztény szociális tanokat életre váltani kívánó KALOT (Katolikus Agrárifjúsági Legényegyletek Országos Testülete) szervezésére és a szegedi Magyar Dolgozók Országos Hivatásszervezete (munkás érdekvédelmi szervezet) vezetésére.
1938-ban a Hivatászervezet elnöke volt 1939 nyaráig. 1939 őszétől a jezsuita képzés úgynevezett harmadik próbaévét (probáció) a rend firenzei házában töltötte.
1940 nyarán visszatért Magyarországra. Ezután a budapesti központból folytatta sikeres szervezőmunkáját a KALOT-ban, amelynek a negyvenes évek első felében már 20 népfőiskolája volt, több mint 3000 tagegyesülettel rendelkezett, és tagjainak száma (a pártoló tagokkal együtt) elérte a félmilliót. Szervezőmunkájával párhuzamosan a Budapesti Pázmány Péter Tudományegyetemen néprajzot hallgatott. 1944 januárjában tette le rendjében az örök-, februárjában pedig az úgynevezett negyedik fogadalmat.
A második világháború idején az ő tárgyalásai eredményezték, hogy a KALOT, bár csatlakoznia kellett a Levente-mozgalomhoz, de azon belül megőrizhette a teljes önállóságát. A szovjet csapatok közeledtekor a frontvonalon átszökve vette fel a kapcsolatot a Vörös Hadsereg vezetőségével annak érdekében, hogy a későbbiekben is biztosítva legyen a KALOT működése. Ezt átmenetileg sikerült is elérnie, egészen 1946 augusztusáig, amikor a kommunista irányítás alatt álló államhatalom a KALOT működését is betiltotta.
De nem csak a KALOT érdekében járt el Nagy Töhötöm és néhány rendtársa. 1945-ben és 1946-ban ötször szökött át a határon, hogy közvetítsen egyrészt a Vatikán és a magyar egyház, másrészt a Vatikán és a szovjetek között, hogy sikerüljön kialakítani olyan „modus vivendit”, melynek keretén belül az elvek feladása nélkül is élheti a katolikus egyház a maga életét a szovjet, illetve a magyar kommunista befolyás alatt álló országokban. 1946-ban vatikáni diplomáciai útlevelet is kapott.
Nagy Töhötömnek is szerepe volt abban, hogy 1945 őszén XII. Piusz pápa Mindszenty Józsefet nevezte ki esztergomi prímásnak. A Mindszentyhez fűződő kapcsolata azonban hamarosan megromlott, mivel nem értett egyet mindenben a bíboros politikai irányvonalával. Ennek lett a következménye, hogy az egyik illegális római útját követően, 1947 elején rendi elöljárói nem haza, hanem Dél-Amerikába küldték. Így az a lehetősége is megszűnt, hogy közvetítsen a szovjet hatóságok és Vatikán között. Bár tudta, milyen nagy szükség lenne otthoni munkájára, szerzetesi engedelmességből elfogadta rendfőnöki döntést.

## A dél-amerikai évek

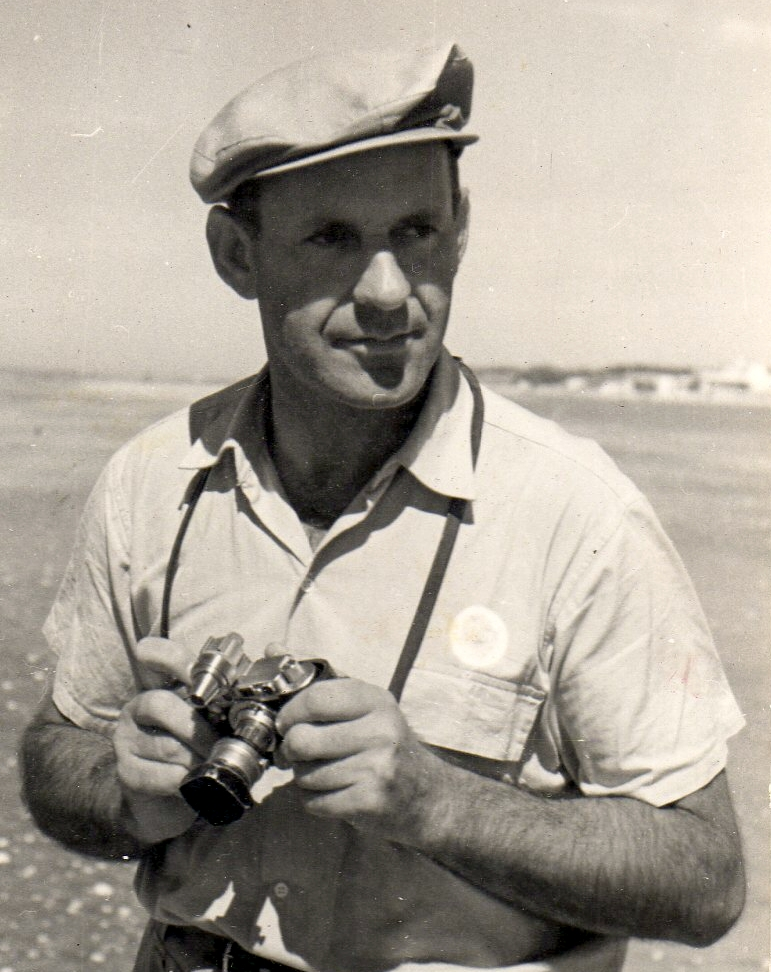
Nagy Töhötöm, Dél-Amerikában

Először Uruguayban, majd később Argentínában próbált a KALOT-hoz hasonló agrárszociális szervező munkát folytatni, de a dél-amerikai viszonyok között, részben a helyi egyházi vezetés ellenállása következtében, tevékenysége csekély eredménnyel járt. Ez a sikertelenség és csalódás is hozzájárult ahhoz, hogy felmentését kérte a pápától szerzetesi fogadalma és a papi kötelmek alól. A Jezsuita rendből történő kiválásakor, érdemei elismeréseként a rendfőnöktől megkapta a Gregoriana Pápai Egyetem által kiállított filozófia doktora diplomát.
A pápai hozzájárulást követően 1948-ban megnősült, egy erdélyi származású magyar asszonyt vett feleségül. Különböző dél-amerikai közép- és főiskolákon tanított filozófiát és szociológiát, több éven át a Buenos Aires-i Egyetem főkönyvtárosa volt. Az UNESCO megbízásából egy éven át szociográfiai felmérést végzett az argentin főváros nyomornegyedeiben, majd a nyomortelepekről kiválogatott 30 család számára telepes-képző tanfolyamot szervezett.

## Szabadkőműves pályafutása
1952-ben, Argentínában lépett be, anyai nevén, Varga Sándorként, a Szabadkőművesek társaságába, hogy belülről ismerje meg korábbi rendjének egyik fő ellenfelét. Az Estrella del Oriente (Kelet Csillaga) páholyban érte el a mester fokozatot, a San Albano (Szent Albán) páholyban pedig magas fokokat kapott. A Buenos Airesben 1961-ben magyar szabadkőművesek által alapított Kossuth páholy munkájában a kezdetektől fogva részt vett. A Jézus Társaságban és a szabadkőműves páholyokban tapasztaltak adták gerincét önéletrajzi könyvének, melyet Jezsuiták és szabadkőművesek címmel írt meg. Ennek egyik nyíltan hangoztatott célja az volt, hogy kibékítse egymással a katolikus egyházat és szabadkőművesek angolszász orientációjú istenhívő ágát. A könyv 1963-ban spanyol nyelven jelent meg Buenos Airesben, majd 1965-ben ugyanott magyarul a szerző kiadásában, 1969-ben pedig németül is kiadták Bécsben. A magyar változatot a pártállam 300 példányos „kalózkiadásban" (zárt terjesztésben) hozzáférhetővé tette káderei számára, hogy „tanulják meg, hogyan kell szervezni”. A magyar hivatalos második kiadás 1990-ben jelent meg Szegeden. Könyve nagy vihart kavart, sokan dicsérték, de még többen támadták. A Kossuth páholyból 1967-ben tagdíjtartozás ürügyén kizárták. Hazatelepedése után lakásán több keresőt is szabadkőművessé avatott, akik később részt vettek a magyar szabadkőművesség újjáélesztésében. 1972-ben nagy előadást tartott a frankfurti szabadkőművesek közt „A válságba sodródott egyház" címmel.

## Újra Magyarországon
1966-ban több hetet töltött Rómában és további két hónapot Magyarországon töltött. 1968-ban végleg hazatelepedett feleségével és 1949-ben született leányával együtt. Az Akadémiai Kiadó szerkesztőségében kapott állást, a Lexikon-szerkesztőség főmunkatársa lett, és emellett részmunkaidőben különböző dél-amerikai országok magyar képviseleteinek is dolgozott. Hazaköltözése után is többször járt Rómában. Minden alkalommal felkereste a jezsuiták Kúriáját, a Vatikánban pedig a magyar ügyekkel foglalkozó államtitkár-helyettest, és beszámolt a magyarországi egyházpolitikai helyzetről. Míg élt, a magyar hatóságok nem engedélyezték önálló műveinek hazai megjelentetését, ennek ellenére élete végéig gyűjtötte az anyagot élete tervezett fő művéhez, amelyenek alapja korábbi önéletrajzi könyvének az átdolgozása lett volna, kiegészítve a hazatérése után szerzett tapasztalatokkal, a címe pedig: „Jezsuiták, szabadkőművesek, kommunisták”. Hirtelen romló egészsége, majd halála azonban megakadályozta e tervének megvalósulását.
1979-ben hunyt el Budapesten. Halálát követően felesége és leánya visszatértek Argentínába. Nagy Töhötöm irathagyatékát az Országos Széchényi Könyvtár Kézirattára őrzi.
Az Állambiztonsági Szolgálatok Történeti Levéltára (ÁBTL) állományába 2013-ban bekerült dokumentumok szerint Nagy Töhötöm 1966-tól kapcsolatban állt a magyar állambiztonsági szervezettel. A magyar szervek fő célja az volt, hogy rajta keresztül dezinformálják a Szentszéket. Mivel jelenleg csak az állambiztonsági iratokból tudunk Nagy ilyen irányú tevékenységéről, a vatikáni levéltárak e korszakról szóló dokumentumai pedig még nem kutathatók, nem állapítható teljes bizonyossággal, hogy Nagy valójában (csak) a szocialista állam érdekeinek kívánt-e megfelelni vagy pedig egyházi érdekeket (is) szolgált-e.

## Könyvei, írásai
- Dr-Thotom-Nagy-Jesuitas-y-Masones Jesuítas y masones, con una carta abierta a Su Santidad Paulo VI. Edicion del autor. Buenos Aires, 1963[halott link]
- Jezsuiták és szabadkőművesek; Szerzői kiadás, Buenos Aires, 1965; 2. kiadás: Szeged, Universum Kiadó, 1990 ; 3., lábjegyzetekkel és fényképekkel bővített kiadás: Budapest, Erdélyi Szalon Könyvkiadó, 2021, ISBN 9786158121828
- Jesuiten und Freimaurer. Mit einem offenen Brief an seine Heiligkeit Paul VI. Wien, Frick Verlag, 1969
- Iglesia y comunismo, Santiago de Chile : Chile-Excelsior, 1968
- Egyház és kommunizmus (Az Iglesia y communismo magyar nyelvű, letölthető elektronikus kiadása az 1967-ben kelt magyar kézirat alapján. Budapest, MEK, 2016.)
- Dél-amerikai Katekizmus (befejezetlen kézirat), Budapest, 1970 körül
- Az arcvonalon való átszökés naplója (1944. november – december)
- Jezsuiták és szabadkőművesek; utószó Péter László; Universum, Szeged, 1990
- Nagy Töhötöm: Napló 1944-46, kapcsolódó dokumentumokkal. Szerk., jegyz., előszó: Keresztes András. EFO Kiadó és Nyomda, Százhalombatta, 2019; ISBN 9789638243706
- Kerkai Jenő és Nagy Töhötöm levelezése (1939-1969). Szerk., jegyz., előszó: Keresztes András. EFO Kiadó és Nyomda, Százhalombatta, 2019; ISBN 9789638243713
- Részletek Nagy Töhötöm fiatalkori naplóiból, 1937-1940